# I've Heard That Song Before (album)
| Recensione | Giudizio |
| ---------- | -------- |
| AllMusic   |          |

I've Heard That Song Before è un album discografico di Patti Page, pubblicato dalla casa discografica Mercury Records nel gennaio del 1959.

## Tracce

### LP
Lato A
1. I've Heard That Song Before – 1:56 (Sammy Cahn, Jule Styne)
2. There Are Such Things – 2:52 (George W. Meyer, Stanley Adams, Abel Baer)
3. Melody of Love – 2:17 (Harry B. Smith, Robert B. Smith, Franz Lehar)
4. Let Me Call You Sweetheart – 2:38 (Leo Friedman, Beth Slater Whitson)
5. Tenderly – 2:12 (Jack Lawrence, Walter Gross)
6. The Man I Love – 2:52 (Ira Gershwin, George Gershwin)

Lato B
1. Memories of You – 1:45 (Andy Razaf, Eubie Blake)
2. My Melancholy Baby – 1:54 (Ernie Burnett, George A. Norton, Maybelle E. Watson)
3. A Sunday Kind of Love – 2:57 (Barbara Bell, Anita Leonard, Stan Rhodes, Louis Prima)
4. It Had to Be You – 1:35 (Isham Jones, Gus Kahn)
5. Dancing in the Dark – 2:56 (Howard Dietz, Arthur Schwartz)
6. Don't Take Your Love from Me – 2:49 (Henry Nemo)

## Musicisti
- Patti Page – voce
- Jack Rael – direttore orchestra
- Jack Rael's Orchestra – componenti orchestra non accreditati